# Herdmania subpallida
Herdmania subpallida is een zakpijpensoort uit de familie van de Pyuridae. De wetenschappelijke naam van de soort is voor het eerst geldig gepubliceerd in 2002 door Nishikawa.